# Вилијам Дампир
Вилијам Дампир (енгл. William Dampier; крштен 1651, умро март 1715) енглески поморац, истраживач, писац, поморски капетан и пират. Први на свету је два пута опловио Земљу, а кренуо је и на трећи обилазак. Први је Енглез, који је истраживао делове Нове Холандије (Аустралије) и Нове Гвинеје.

## Први обилазак око Земље
Током 1670их пловио је са буканирима (пиратима) у Карипском мору. Он се 1679. прикључио гусарској експедицији, са којом је пловио по океанима. Најпре су учествовали у нападу дуж Панаме. Заузели су шпанске бродове на пацифичкој обали Панаме. Затим су напали шпанска насеља у Перуу, па су се вратили у Карипско море.
Током 1683. путовао је у Вирџинију, где се опет удружио са гусарима, па су поново пљачкали шпанске поседе на Галапагосу и Мексику. У марту 1686. запутили су се преко Пацифика до Маниле, Кине, и Аустралије. Његов брод се 1688 зауставио у западној Аустралији. Правио је белешке о флори и фауни. Касније се нашао на Никобарима, а одатле до Суматре. Вратио се у Енглеску 1691. пловећи око Африке. Био је без новца. Једино је имао белешке са путовања, дневнике.

## Роебук експедиција
Објавио је 1697. путопис Ново путовање око света. За њега се заинтересовао британски адмиралитет, па му је 1699. поверено заповедништво над истраживачким бродом Роебук. Добио је задатак да истражи Аустралију и Нову Гвинеју.
Кренули су 14. јануара 1699. Допловио је до западне Аустралије, а одатле је кренуо северно према Тимору. У децембру је дошао до Нове Гвинеје. Пловио је уз њену обалу, а касније се окренуо источно и тада је открио Нову Британију, главно острво архипелага Бизмарк. Открио је и Дампјеров мореуз између Бизмаркова архипелага и Нове Гвинеје.
Када су се враћали брод се потопио крај острва Асенсионе 21. фебруара 1701. Посада је покупљена пет недеља каснијеи вратила се кући августа 1701. Дампир је изгубио много папира на броду, који је потонуо. Ипак спасио је довољно нових мапа обала, ветрова и морских струја у морима око Аустралије и Нове Гвинеје.
У Британији Дампиру је изведен пред војни суд због окрутности и отпуштен је из краљевске морнарице.

## Друга пловидба око света
О свом путовању 1699—1701. написао је путопис Путовање у Нову Холандију.
За време рата за шпанско наслеђе поново постаје пират против шпанских и француских интереса. Добио је заповедништво над бродом Свети Ђорђе са 26 топова и 120 морнара. Придружио им се брод Сенк Порт од 16 топова. Испловили су у априлу 1703. Успешно се сукобио са француским бродом и заробио је три мала шпанска брода. Брод Сенк Порт се 1704. зауставио на ненастањеном Хуан Фернандез острву крај Чилеа. Морнар са брода Александар Селкерк се свађао са Дампиром и тврдио је да ће брод Сенк Порт потонути. Александар Селкерк је одлучио да остане на острву. Ту је живео 4 године и 4 месеца, а његово искуство је било инспирација за чувени роман Робинсон Крусо. Брод Сенк Порт је заиста и потопнуо касније, а већина чланова посаде се удавила.
Дампир се 1707. вратио у Енглеску, а 1709. је објавио Наставак путовања у Нову Холандију.

## Трећа пловидба око света
Од 1708. до 1711. учествовао је у две експедиције као пилот у експедицији којом је заповедао Вудс Роџерс. Опловио је Земљу и спасили су Александра Селкерка 1709. Експедиција је остварила профит од 200.000 фунти. Дампир је умро 1715. у Лондону.

## Радови
- Ново путовање око света A New Voyage Round the World, (1697)
- Путовања и описи Voyages and Descriptions, (1699)
  1. Додатак путовању око светаA Supplement of the Voyage Round the World
  2. The Campeachy Voyages
  3. A Discourse of Winds
- Путовање у Нову ХоландијуA Voyage to New Holland, (Part 1 1703, Part 2 1709)